# Mazen Aziz
Mazen Mohamed Aziz Metwaly (en arabe : مازن محمد عزيز متولي), né le 14 mars 1990 à Djeddah (Arabie saoudite), est un nageur égyptien.

## Carrière
Mazen Aziz remporte la traversée Dakar-Gorée comptant pour les Championnats d'Afrique de natation 2006 à Dakar. Lors de ces championnats, il est aussi médaillé de bronze du 4 × 200 mètres nage libre. 
Aux Championnats d'Afrique de natation 2008 à Johannesbourg, il obtient la médaille d'argent du 5 km en eau libre. Cette année-là, il termine troisième du classement général de la Coupe du monde de marathon FINA de nage en eau libre, remportant notamment l'épreuve du lac Saint-Jean en juillet.
Il termine neuvième de l'épreuve de nage en eau libre aux championnats du monde de natation 2009 à Rome.
Il participe aux Jeux olympiques d'été de 2012 à Londres, terminant 24e du 10 kilomètres hommes.